# Apollo Island
Apollo Island ist eine kleine und eisbedeckte Insel vor der Prinzessin-Astrid-Küste des ostantarktischen Königin-Maud-Lands. Sie liegt rund 30 km ostnordöstlich der Insel Blåskimen im nordwestlichen Abschnitt des Fimbul-Schelfeises. Etwa 16 km westsüdwestlich der Insel liegt die südafrikanische SANAE-Station.
Der Name der Insel taucht erstmals auf südafrikanischem Kartenmaterial aus dem Jahr 1969 auf. Namensgeber ist vermutlich Apollo, neben anderem Gott der Jugend und Schönheit aus der griechischen Mythologie.